# Südmeer (Schiff)
Das Walfang-Fabrikschiff Südmeer entstand 1928 durch Umbau des Kabellegers Colonia in das norwegische Fabrikschiff Torodd. Nach Verkauf innerhalb Norwegens wurde das Schiff 1934 in Sydis umbenannt. 1937 wurde das Schiff ins Deutsche Reich verkauft. Unter dem Namen Südmeer wurde es vom Hamburger Walfang Kontor in den Fangsaisons 1937/1938 und 1938/1939 im Südpolarmeer eingesetzt.
Im Zweiten Weltkrieg nutzte die Kriegsmarine das Schiff ab 1942 als Öltransporter und stationierte es zeitweise in Kirkenes. Am 14. Oktober 1944 wurde auch die Südmeer bei einem alliierten Luftangriff nahe Honningsvåg versenkt und war damit das letzte Walfangfabrikschiff, das im Zweiten Weltkrieg verloren ging.

## Baugeschichte
Das Schiff entstand als Kabelleger auf der Werft von Wigham, Richardson & Co. Ltd. in Walker bei Newcastle upon Tyne im Auftrag der Telegraph Construction & Maintenance Co., London, für die Verlegung eines Transpazifikkabels. Am 14. Februar 1901 lief die Colonia mit ihrem an einen Klipper erinnernden Rumpf als weltweit größter Kabelleger vom Stapel. Die Größe war erforderlich, um die Kabellängen für die großen zu überwindenden Strecken im Pazifik an Bord unterzubringen. In vier runden Kabeltanks mit leicht unterschiedlichen Abmessungen konnten insgesamt etwa 5600 km Kabel verstaut werden. Am 6. Mai 1902 führte das neue Schiff seine erste große Probefahrt entlang der britischen Ostküste durch. Dann marschierte der Kabelleger in den Pazifik.

## Einsatz als Kabelleger
Noch 1902 begann die Colonia mit der Verlegung eines Seekabels von Bamfield (Vancouver Island) zur Insel Fanning, für dessen Verlegung sie konstruiert worden war. Sie wurde dabei vom Kabelleger Anglia (1889/6.514 BRT) unterstützt und verlegte das Kabel über Fidschi- und die Norfolkinsel nach Queensland. Dazu wurde noch ein Kabel von Australien nach Neuseeland verlegt. Ab 1903 übernahm sie die Verlegung des US‑amerikanischen Transpazifikkabels und verlegte das Kabel von Honolulu nach Midway (2474 km), weiter nach Guam (4919 km) und von dort nach Manila (3041 km).
1905 sollte die Colonia im Nordatlantik ein viertes Telegrafenkabel von Amerika nach Europa auf der Nordroute verlegen. Beim Auslaufen Mitte August aus Halifax (Nova Scotia) streifte sie einen Felsen und erlitt ein Leck in einem Ballasttank. Der befürchtete Verlust des fast neuen Schiffes und des doppelt so wertvollen Kabels an Bord konnte verhindert werden, da es gelang das Kabel auf den amerikanischen Kabelleger Mackay Bennet umzuladen und dann das Leck abzudichten. Die Colonia wurde zur Reparatur wieder nach Halifax eingeschleppt und konnte im September ihre Arbeit wieder aufnehmen, bei der sie von der Mackay Bennet und der neuen Cambria (1906, 1955 BRT) unterstützt wurde. In den folgenden Jahren war das Schiff in verschiedenen Bereichen des Atlantiks, aber auch im Mittelmeer, Roten Meer und im Indischen Ozean im Einsatz.
Im Ersten Weltkrieg war das Schiff vorwiegend mit Reparaturarbeiten an den Seekabeln beschäftigt, verlegte aber auch einige neue Linien von Wichtigkeit, wie ein Kabel von Peterhead nach Alexandrowsk bei Murmansk und ein neues Kabel von New York über Kuba nach Panama.
Nach Kriegsende wurde die Colonia am amerikanischen Kontinent eingesetzt und verlegte 1919 eine Verbindung von Rio de Janeiro nach Ascension  über 3898 km. Für den Plan, ein zweites Transpazifikkabel von Kanada nach Australien zu verlegen, beschaffte die Betreibergesellschaft ein neues Schiff. Die 1926 bei Swan Hunter in Wallsend fertiggestellte Dominia wurde mit ihren 9273 BRT der größte Kabelleger weltweit. Durch die Beschaffung des neuen Schiffes wurde die Colonia überflüssig. 1927 und 1928 noch im Mittelmeer eingesetzt, wurde der Kabelleger, der fast 150.000 km Kabel verlegt hatte, 1928 an die Walfanggesellschaft A/S „Odd“ in Sandefjord verkauft.

## Umbau zum Walfang-Fabrikschiff

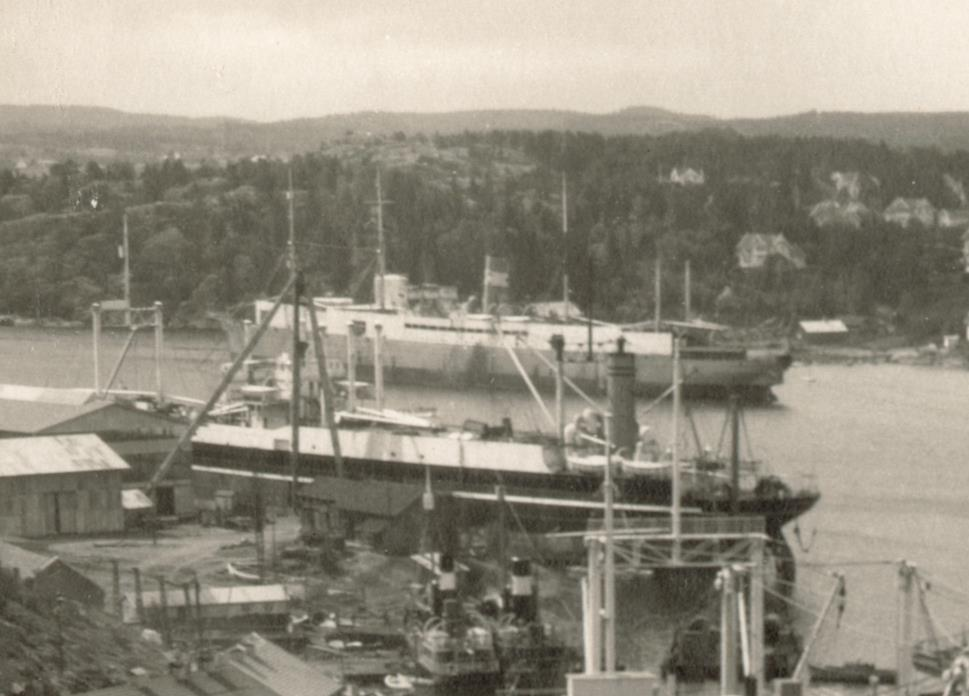
C.A. Larsen und Torodd ungefähr 1933

1928 wurde die von der Walfanggesellschaft A/S „Odd“ angekaufte Colonia bei der Framnæs M.V. in Sandefjord zu einem Walfang-Fabrikschiff umgebaut. Anders als die auch für den Reeder Lars Christensen im Umbau befindlichen Tanker San Nazario und San Lorenzo (zu Thorshammer und Ole Wegger), erhielt das alte und kleinere Schiff sofort eine Heckaufschleppe, um die von ihren Fangbooten erjagten Wale an Bord zu ziehen und so die Verarbeitung einfacher durchführen zu können. Das in Torodd umbenannte ehemalige Colonia sollte bei ihrem neuen Eigner das ältere Fabrikschiff Pythia ersetzen.

### Walfang unter norwegischer Flagge
Die Torodd wurde noch 1928 mit vier Fangbooten erstmals im Südpolarmeer eingesetzt und blieb bis zur Auflegung der gesamten norwegischen Walfangflotte 1931 im Einsatz. Danach setzte die Gesellschaft A/S Odd nur noch die neu erworbene Solglimt ein und Torodd blieb in Reserve.
Im Sommer 1934 wurde das Schiff mit älteren Fangbooten an die von Nordstrøm, Jespersen & Co geführte „Norske Hvalprodukter A/S“ in Oslo verkauft. Diese ließ neue Verarbeitungsanlagen einbauten, um nicht nur Walöl, sondern auch weitere Produkte produzieren zu können und benannte das Schiff in Sydis um. Schon in der Saison 1934/1935 kam die Sydis mit fünf Walfängern vor der Antarktis zum Einsatz. In der Saison 1936/1937 war sie das Fabrikschiff mit der größten Fleischmehlproduktion.

### Verkauf nach Deutschland
1937 wurde das Fabrikschiff mit seinen Fangbooten nach Deutschland verkauft. Auch die Arbeitsverträge der 280 auf den Schiffen eingesetzten Norweger wurden übernommen. Neuer Eigner wurde die „Deutsche Oelmühlen Rohstoff GmbH“, die das Fabrikschiff in Südmeer und die Fangboote in Süd 1 bis Süd 5 umbenannte.
| Fangboot | BRT | Länge (m) | Breite (m) | PSi | Kn   | Besatzung | Baujahr | Bauwerft                 | Bemerkung                     |
| -------- | --- | --------- | ---------- | --- | ---- | --------- | ------- | ------------------------ | ----------------------------- |
| Süd I    | 220 | 33,30     | 6,60       | 700 | 11,5 | 15        | 1925    | Framnes M.V., Sandefjord | ex Isen (1934), Grib          |
| Süd II   | 219 | 33,30     | 6,60       | 700 | 11,5 | 15        | 1925    | Framnes M.V.             | ex ?? (1934), Hauken          |
| Süd III  | 201 | 33,70     | 6,60       | 700 | 11,5 | 15        | 1924    | Akers M.V., Oslo         | ex Istre (1934), Thor Junior  |
| Süd IV   | 201 | 33,70     | 6,60       | 700 | 11,5 | 15        | 1924    | Akers M.V.,              | ex Isfire (1934), Thor Senior |
| Süd V    | 220 | 33,30     | 6,60       | 700 | 11,5 | 15        | 1924    | Framnes M.V.,            | ex Isfem (1934), Neb          |

In der ersten Saison wurden von der Reederei Salvesen dazu noch die unter britischer Flagge laufenden Walfänger Shera und Stefa (253 BRT, 35,4 - 7,4 m, 850 PS, 12 kn, 15 Mann, 1929 Smith’s Dock, Middlesbrough) gechartert. Diese sollten 1939 durch zwei bei Seebeck in Wesermünde bestellte Neubauten, Süd VI und Süd VII (381 BRT, 40,4 - 8,1 m, 1700 PS, 14 kn, 15 Mann), ersetzt werden, die allerdings als Wiking 9 und Wiking 10 ausgeliefert wurden.
Die Einsatzleitung übernahm das „Hamburger Walfang Kontor“, das auch den Einsatz der angemieteten Fabrikschiffe C.A. Larsen und Skytteren koordinierte und im folgenden Jahr auch noch das angekaufte Fabrikschiff Wikinger ex Vikingen übernahm.

### Verbleib im Zweiten Weltkrieg
Die Südmeer befand sich beim Kriegsausbruch in Hamburg. 1940 wurde sie von der Kriegsmarine übernommen und für Transporte sowie als stationärer Tanker und Werkstattschiff eingesetzt. Zeitweise diente sie als Basisschiff in Kirkenes. Später wurde sie aufgrund des Mangels an kampffähigen Schiffen mit zusätzlicher Bewaffnung ausgestattet und als große Kanonenboote eingesetzt.
Am 14. Oktober 1944 wurde die Südmeer bei Honningsvåg von alliierten Flugzeugen versenkt.